# Again
Again (stilizat ca again) este cel de-al patrulea mini album al cântăreței japoneze Ayumi Hamasaki lansat pe 08 decembrie 2012 de către casa de discuri Avex Trax în Japonia. A fost lansat în două ediții - CD+DVD și CD.
Again (la fel ca și mini albumul anterior Love are un tracklist foarte asemănător cu singleurile lui Ayumi, prin adăugarea formulei "Original Mix" titlurilor melodiilor originale. Este încă necunoscut motivul pentru care Avex l-a numit mini album.

## A cinsprezecea aniversare în industria muzicală
Again este cea de-a doua lansare din cele cinci lansări consecutive (in fiecare lună pe data de 08) menite să celebreze cea de-a cinsprezecea aniversare a lui Hamasaki în industria muzicală. Conține patru melodii noi : "Wake Me Up", "Sweet Scar", "Snowy Kiss" și "Ivy". Pe acest mini album sunt de asemenea incluse remixuri ale melodiilor "Wake Me Up", "Snowy Kiss", "Missing" și "Melody" dar și cele patru instrumentale ale melodiilor noi.

## Succes comercial
Mini albumul s-a vândut în total în 53,402 de copii, ocupând poziția a șaptea în Clasamentul Oricon Săptămânal.

## Lista cu melodii
Toate versurile sunt scrise de Ayumi Hamasaki. 
| CD  |                                       |                                                       |                  |         |  |
| Nr. | Titlu                                 | Muzică                                                | Aranjamente      | Lungime |  |
| 1.  | „Wake Me Up” (Original Mix)           | Hiten Bharadia, Philippe-Marc Anquetil, Bardur Haberg | Tasuku           | 4:05    |  |
| 2.  | „Sweet Scar” (Original Mix)           | D.A.I.                                                | Yuta Nakano      | 4:12    |  |
| 3.  | „Snowy Kiss” (Original Mix)           | Tetsuya Komuro                                        | Yuta Nakano      | 6:10    |  |
| 4.  | „Ivy” (Original Mix)                  | Tetsuya Komuro                                        | Yuta Nakano      | 4:39    |  |
| 5.  | „Missing” (Orchestra Version)         | Kazuhiro Hara                                         | Yuta Nakano      | 5:13    |  |
| 6.  | „Melody” (Acoustic Piano Version)     | Yasuhiko Hoshino                                      | Shingo Kobayashi | 5:20    |  |
| 7.  | „Wake Me Up” (Remo-con Remix)         | Hiten Bharadia, Philippe-Marc Anquetil, Bardur Haberg | Remo-con         | 4:54    |  |
| 8.  | „Snowy Kiss” (Shohei Matsumoto Remix) | Tetsuya Komuro                                        | Shohei Matsumoto | 7:02    |  |
| 9.  | „Wake Me Up” (Instrumental)           | Hiten Bharadia, Philippe-Marc Anquetil, Bardur Haberg | Tasuku           | 4:05    |  |
| 10. | „Sweet Scar” (Instrumental)           | D.A.I.                                                | Yuta Nakano      | 4:12    |  |
| 11. | „Snowy Kiss” (Instrumental)           | Tetsuya Komuro                                        | Yuta Nakano      | 6:10    |  |
| 12. | „Ivy” (Instrumental)                  | Tetsuya Komuro                                        | Yuta Nakano      | 4:39    |  |

| DVD |                          |         |  |
| Nr. | Titlu                    | Lungime |  |
| 1.  | „Wake Me Up” (Videoclip) |         |  |
| 2.  | „Snowy Kiss” (Videoclip) |         |  |
| 3.  | „Sweet Scar” (Videoclip) |         |  |

## Clasamente
| Clasament                     | Poziție | Vânzări | Vânzările totale | Durată       |
| ----------------------------- | ------- | ------- | ---------------- | ------------ |
| Clasamentul Oricon Zilnic     | 2       | -       | 53,913           | 10 săptămâni |
| Clasamentul Oricon Săptămânal | 7       | 34,402  | 53,913           | 10 săptămâni |
| Clasamentul Oricon Lunar      | 16      | 50,080  | 53,913           | 10 săptămâni |
| Clasamentul Oricon Anual      |         |         | 53,913           | 10 săptămâni |

Clasamentul G-Music (Taiwan)
| Lansare          | Clasament         | Poziția de vârf | Procentajul vânzărilor | Durată      |
| ---------------- | ----------------- | --------------- | ---------------------- | ----------- |
| 8 decembrie 2012 | Clasamentul Combo | 16              | 0.92%                  | 2 săptămâni |
| 8 decembrie 2012 | Clasament japonez | 2               | 8.71%                  | 4 săptămâni |